# غاز المداخن

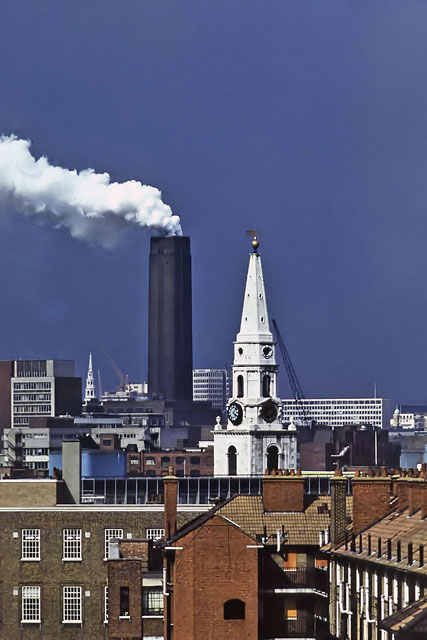
غاز متصاعد من مدخنة

غاز المداخن هو الغاز المنبعث في الهواء الجوي عبر مدخنة الغازات، والتي تكون عبارة عن أنبوب أو قناة لنقل غازات العادم من المدفأة أو الفرن أو السخان أو الغلاية أو مولد البخار. وفي الغالب، يشير غاز المداخن إلى غاز عادم الاحتراق الناجم عن محطات الطاقة. ويعتمد تكوين هذا الغاز على ما يتم حرقه، إلا أنه غالبًا ما يتكون من النيتروجين (أكثر من الثلثين في الغالب) الناجم عن الهواء المحترق وثاني أكسيد الكربون وبخار الماء بالإضافة إلى الأكسجين الفائض (المشتق كذلك من هواء الاحتراق). كما أنه يحتوي كذلك على نسبة مئوية صغيرة من عدد من الملوثات، مثل جسيمات الغلاف الجوي (مثل السناج) وأول أكسيد الكربون وأكاسيد النيتروجين وأكاسيد الكبريت.

## التنظيف
في محطات الطاقة، غالبًا ما يتم التعامل مع غاز المداخن من خلال سلسلة من العمليات الكيميائية وأجهزة تنقية الغازات، والتي تؤدي إلى التخلص من الملوثات.المرسبات الإلكتروستاتيكية أو مرشحات الأقمشة تستخدم لإزالة الجسيمات والتخلص من الكبريت من غاز المداخن يؤدي إلى التقاط ثاني أكسيد الكبريت الناجم عن حرق الوقود الأحفوري، خصوصًا الفحم الحجري. ويتم التعامل مع أكاسيد النيتروجين سواء من خلال إجراء تعديلات على عملية الاحتراق لمنع تكونها، أو من خلال درجات الحرارة العالية وتفاعلات العوامل الحفازة مع الأمونيا أو اليوريا. وفي أي من الحالتين، يكون الهدف هو الحصول على غاز النيتروجين، بدلاً من أكاسيد النيتروجين. وفي الولايات المتحدة، تنتشر تقنيات إزالة الزئبق من غاز المداخن بشدة، بشكل نموذجي من خلال الامتزاز المواد الماصة أو من خلال التقاط المواد الصلبة الخاملة كجزء من عملية التخلص من الكبريت من غاز المداخن من المنتج. ويمكن أن تؤدي عمليات التنظيف تلك إلى استعادة الكبريت من أجل استخدامه في أغراض صناعية أخرى.
وقد تم نشر التقنيات المعتمدة على الالتقاط التجديدي من خلال الأمينات لإزالة من غاز المداخن لتوفير غاز عالي النقاء لصناعة الغذاء والاستخلاص المعزز للنفط. وهي تخضع الآن لأبحاث نشطة كطريقة لالتقاط من أجل التخزين لفترات طويلة كوسيلة من وسائل معالجة غازات الاحتباس الحراري وبدأ تنفيذها بطريقة محدودة تجاريًا (على سبيل المثال، حقل سليبنر الغربي في بحر الشمال، الذي يعمل منذ عام 1996).
وهناك عدد من التقنيات التي أثبتت فعاليتها متاحة حاليًا من أجل التخلص من الملوثات التي تنبعث من محطات الطاقة. كما توجد كذلك العديد من الأبحاث المستمرة حول التقنيات التي تؤدي إلى إزالة المزيد من ملوثات الهواء كذلك.

## انبعاثات غاز المداخن الناجمة عن احتراق الوقود الأحفوري

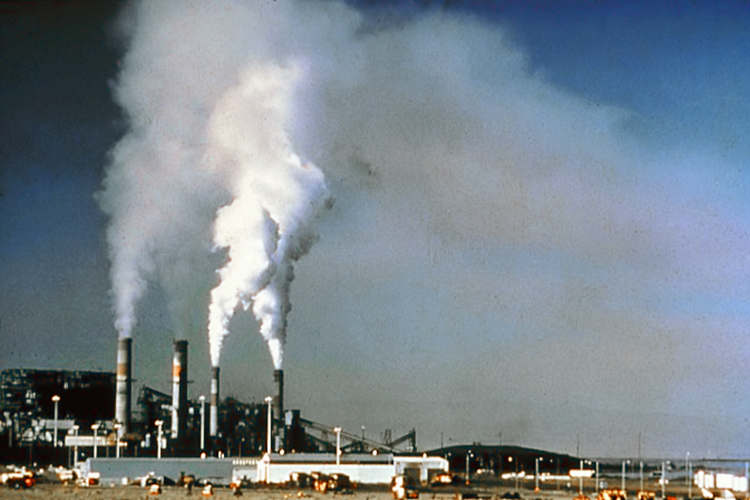
قبل أن يتم تركيب وسائل التخلص من الكبريت من غاز المداخن، كانت الانبعاثات الصادرة من محطة الطاقة هذه في نيو مكسيكو تحتوي على قدر كبير للغاية من ثاني أكسيد الكبريت.

تشير انبعاثات غاز المداخن الناجمة عن احتراق الوقود الحفري إلى غاز الاحتراق-المنتج الناجم عن احتراق أنواع الوقود الأحفوري. تحترق أغلب أنواع الوقود الأحفوري في وجود قدر كبير من الهواء (بخلاف الاحتراق مع الأكسجين النقي). حيث إن الهواء المحيط يحتوي على نسبة 79 في المائة من النيتروجين الغازي (N2)، والذي يعتبر بشكل أساسي غير قابل للاحتراق، فإن القدر الأكبر من غاز المداخن من أغلب عمليات احتراق الوقود الأحفوري يكون عبارة عن نيتروجين غير محترق. وثاني أكبر مكون في غاز المداخن هو ثاني أكسيد الكربون (CO2)، الذي يمكن أن يكون نسبة تصل من 10 إلى 25 في المائة أو أكثر من غاز المداخن. ويتبعه في الحجم بخار الماء (H2O) الناجم عن احتراق الهيدروجين الموجود في الوقود مع الأكسجين الموجود في الجو. وأغلب «الأبخرة» التي تتصاعد من مجموعات مداخن غاز المداخن تكون عبارة عن بخار الماء هذا الذي يكون سحابة عند ملامسته للهواء البارد.
ويحتوي غاز المداخن النموذجي الناجم عن احتراق الوقود الأحفوري على مقادير ضئيلة للغاية من مركبات ثاني أكسيد النيتروجين (NOx) وثاني أكسيد الكبريت (SO2) والجسيمات. ويتم الحصول على مركبات ثاني أكسيد النيتروجين من النيتروجين الموجود في الهواء المحيط بالإضافة إلى أي مركبات تحتوي على النيتروجين في الوقود الأحفوري. ويتم الحصول على ثاني أكسيد الكبريت من أي مركبات تحتوي على الكبريت في الوقود. وتتكون الجسيمات من جسيمات صغيرة للغاية من المواد الصلبة وقطرات سائلة صغيرة للغاية تعطي لغازات المداخن شكلها المحتوي على الدخان.
وتقوم مولدات البخار في محطات الطاقة وأفران المعالجة في مصافي التكرير ومحطات البتروكيماويات ومحطات الكيماويات وأفران الحرق بحرق مقادير كبيرة من الوقود الأحفوري، وبالتالي فإنها تبعث منها مقادير ضخمة من غاز المداخن في الغلاف الجوي المحيط بها. ويعرض الجدول الوارد أدناه المقادير الإجمالية لغاز المداخن الناجم بشكل نموذجي عن احتراق أنواع الوقود الأحفوري، مثل الغاز الطبيعي وزيت الوقود والفحم الحجري. وقد تم الحصول على البيانات من خلال حسابات قياس اتحادية العناصر.
ومن الضروري ملاحظة أن القدر الإجمالي لغاز المداخن الذي يتم إنتاجه نتيجة احتراق الفحم أكبر بنسبة 10 في المائة فقط من غاز المداخن الناجم عن احتراق الغاز الطبيعي.
| بيانات الاحتراق                                                            | غاز الوقود | زيت الوقود | الفحم الحجري |
| خصائص الوقود:                                                              |            |            |              |
| -------------------------------------------------------------------------- | ---------- | ---------- | ------------ |
| إجمالي قيمة السعرات الحرارية، ميللي جول لكل متر مكعب                       | 43.01      |            |              |
| إجمالي القيمة الحرارية، وحدة حرارية بريطانية / قدم قياسي مكعب              | 1,093      |            |              |
| إجمالي قيمة السعرات الحرارية، ميللي جول لكل كيلو جرام                      |            | 43.50      |              |
| إجمالي القيمة الحرارية، وحدة حرارية بريطانية / قدم قياسي مكعب              |            | 150,000    |              |
| إجمالي قيمة السعرات الحرارية، ميللي جول لكل كيلو جرام                      |            |            | 25.92        |
| إجمالي القيمة الحرارية، وحدة حرارية بريطانية / رطل                         |            |            | 11,150       |
| الوزن الجزيئي                                                              | 18         |            |              |
| الثقل النوعي                                                               |            | 0.9626     |              |
| الجاذبية، معهد البترول الأمريكي                                            |            | 15.5       |              |
| معدل الكربون / الهيدروجين حسب الوزن                                        |            | 8.1        |              |
| النسبة المئوية لوزن الكربون                                                |            |            | 61.2         |
| النسبة المئوية لوزن الهيدروجين                                             |            |            | 4.3          |
| النسبة المئوية لوزن الأكسجين                                               |            |            | 7.4          |
| النسبة المئوية لوزن الكبريت                                                |            |            | 3.9          |
| النسبة المئوية لوزن النيتروجين                                             |            |            | 1.2          |
| النسبة المئوية لوزن الرماد                                                 |            |            | 12.0         |
| النسبة المئوية لوزن الرطوبة                                                |            |            | 10.0         |
| هواء الاحتراق:                                                             |            |            |              |
| هواء الاحتراق الزائد، %                                                    | 12         | 15         | 20           |
| غاز وقود العادم الرطب:                                                     |            |            |              |
| مقدار غاز العادم الرطب، متر مكعب لكل جيجا جول من الوقود                    | 294.8      | 303.1      | 323.1        |
| مقدار غاز العادم الرطب، قدم قياسي مكعب /106 وحدة بريطانية حرارية من الوقود | 11,600     | 11,930     | 12,714       |
| CO2 في غاز العادم الرطب، النسبة المئوية للمقدار                            | 8.8        | 12.4       | 13.7         |
| O2 في غاز العادم الرطب، النسبة المئوية للمقدار                             | 2.0        | 2.6        | 3.4          |
| الوزن الجزيئي لغاز العادم الرطب                                            | 27.7       | 29.0       | 29.5         |
| غاز وقود العادم الجاف:                                                     |            |            |              |
| مقدار غاز العادم الجاف، متر مكعب لكل جيجا جول من الوقود                    | 241.6      | 269.3      | 293.6        |
| مقدار غاز العادم الجاف، قدم قياسي مكعب /106 وحدة بريطانية حرارية من الوقود | 9,510      | 10,600     | 11,554       |
| CO2 في غاز العادم الجاف، النسبة المئوية للمقدار                            | 10.8       | 14.0       | 15.0         |
| CO2 في غاز العادم الجاف، النسبة المئوية للمقدار                            | 2.5        | 2.9        | 3.7          |
| الوزن الجزيئي لغاز العادم الجاف                                            | 29.9       | 30.4       | 30.7         |

ملاحظة: المتر المكعب هو الأمتار المكعبة القياسية عند درجة حرارة صفر مئوية وعند 101.325 كيلو باسكال، و scf عبارة عن القدم القياسي المكعب عند 60 درجة فهرنهايت و14.696 رطلاً لكل بوصة مربعة.